# Парламентские выборы в Мавритании (1992)
Парламентские выборы в Мавритании проходили 6 и 13 марта 1992 года. Они стали первыми парламентскими выборами после того, как в результате проведённого в 1991 года конституционного референдума была восстановлена многопартийная система. На них было избрано 79 депутатов Национального собрания. В результате подавляющее большинство голосов получила Республиканская партия за демократию и обновление. Явка составила 38,9 %.

## Результаты
| Партия                             | Партия                                                                                              | Голоса  | %    | Места |
| ---------------------------------- | --------------------------------------------------------------------------------------------------- | ------- | ---- | ----- |
|                                    | Республиканская партия за демократию и обновление (Демократическая и социал-республиканская партия) | 301 349 | 67,7 | 67    |
|                                    | Беспартийные                                                                                        | 95 644  | 21,5 | 10    |
|                                    | Движение за демократию и единение                                                                   | 32 841  | 7,4  | 1     |
|                                    | Движение за демократию и единение/Партия национального авангарда                                    | 5 090   | 1,1  | 0     |
|                                    | Партия национального авангарда                                                                      | 4 504   | 1,0  | 0     |
|                                    | Мавританская партия обновления                                                                      | 3 203   | 0,7  | 1     |
|                                    | Социальный и демократический народный союз                                                          | 1 553   | 0,3  | 0     |
|                                    | Союз за планирование и строительство                                                                | 382     | 0,1  | 0     |
|                                    | Мавританская центральная демократическая партия                                                     | 357     | 0,1  | 0     |
|                                    | Мавританская партия обновления/Союз за планирование и строительство                                 | 319     | 0,1  | 0     |
|                                    | Партия рабочего и национального единения                                                            | 83      | 0,0  | 0     |
| Недействительных/пустых бюллетеней | Недействительных/пустых бюллетеней                                                                  | 10 912  | —    | —     |
| Всего                              | Всего                                                                                               | 456 237 | 100  | 79    |
| Источник: Nohlen et al.            | |         |      |       |